# Вася Буслик и его друзья
«Вася Буслик и его друзья» — советский мультфильм 1973 года, выпущенный киностудией Беларусьфильм.

## Сюжет
Мультфильм повествует о дружбе пионера Васи Буслика с зверятами и рассказывает о необходимости знаний в жизни. Петушок, Ослёнок , Заяц , Волк и Медвежонок играли в футбол на лесной поляне, невдалеке была доска с надписью: «Внимание! Болото!» Зверята не умели читать и в результате попали в болото. Их спас Вася Буслик, который пришёл в лес с фоторужьём.

## Съёмочная группа
| Режиссёр-постановщик | Владимир Голиков                                                 |
| Автор сценария       | Елена Кобец-Филимонова                                           |
| Оператор-постановщик | А. Клеймёнов                                                     |
| Художник-постановщик | П. Шинкевич                                                      |
| Мультипликаторы:     | Владимир Зарубин, Фёдор Елдинов                                  |
| Художники:           | В. Жаховец, В. Мироненко, Н. Сапожникова, Е. Курмаз, Е. Безручко |
| Композитор           | А. Шпенёв                                                        |
| Звукооператор        | Т. Жук                                                           |
| Монтаж               | А. Можейко                                                       |
| Текст песен          | Самсон Поляков                                                   |
| Редактор             | О. Пушкин                                                        |
| Директор             | Л. Кароза                                                        |
| Роли озвучивала      | Ярослава Турылёва — Вася Буслик                                  |